# حجر مقدس
الحجر المقدس أو "بيت-إيل" أو "بيتال" هو حجر محل إجلال وتقديس، له وظيفة الإشارة إلى حدود الأرض، الأمر الذي كان شائعًا منذ العصور القديمة، ومن الممكن أن الأنصاب قد فهمت على أنها حضور للآلوهة منذ العصر الحجري الحديث وكانت بذلك حجار مقدسة. وعلى ذلك يفسر بعض الباحثين المسلات المصرية والبايتيوي في سردينيا وحجار توروي الإرلندية الكلتية وأومفالوس في اليونان. ويقابلها في اليمن القديم حجارة الحدود المسماة "وَثَن" وقيف.

## البديات

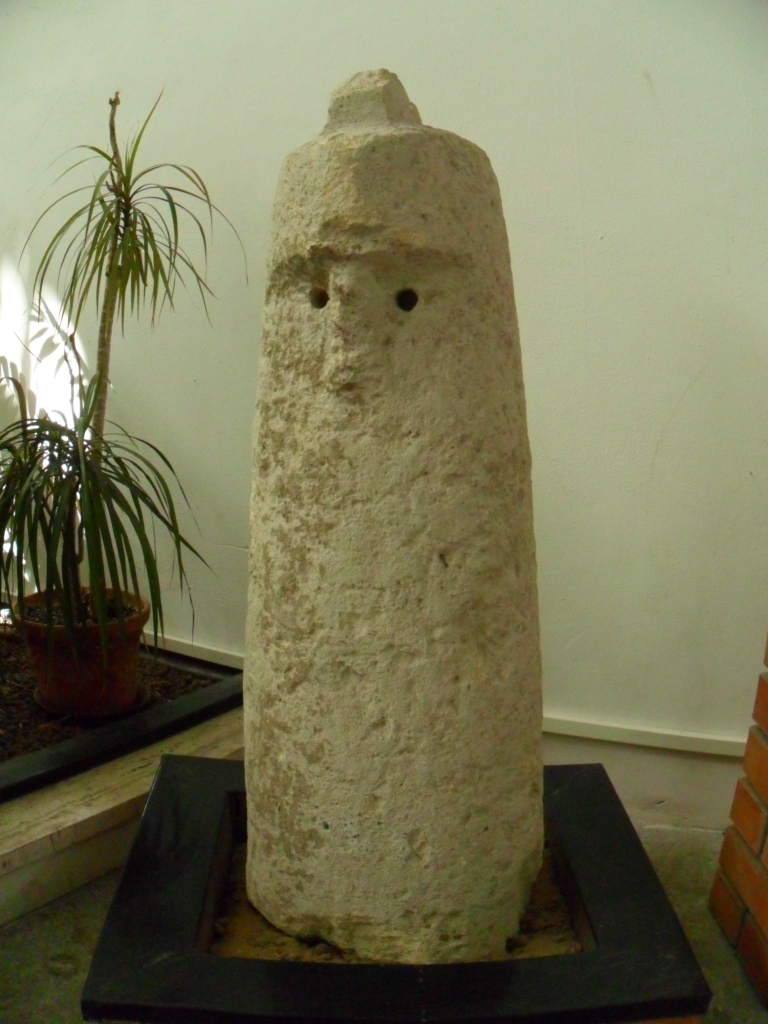
بيتايل من فيدالبا

أول ما نقع على إجلال الحجارة المنتصبة في الفترة النطوفية، فليست النُصب الحجري الصغير في مشكاة جدار أحد بيوت أريحا السوية الثانية هو الدليل الوحيد، إذ كشفت التنقيبات في موقع المنحطة جنوب بحيرة طبريا والتي أجراها بروت في ستينات القرن العشرين عن مشكاوات في الجدران الشمالية للمنازل مقصورة بالجبصين فيها حجارة كبيرة منصوبة، وتعود هذه الكشوف لسوية العصر الحجري الحديث ما قبل الفخاري ب، وفي المنحطة منشأت تمتد على مساحة 300 متر مربع محاطة بسور من الأجر على أساسات حجرية، ومصطبة من ثلاث مصطحات بازالتية فيها مجاري تصريف مياه عريضة في المركز، وحوض مرصوف بالحجارة ابعاده 3 امتار وعرضه مترين، وعدة مواقد، يرجح ذلك كله أن هذه المنشأة العائدة لنحو الألف 8-7 ق.م عبارة عن حرم.
وفي منشأة بيضوية لموقع نطوفي آخر في روش زين في النقب في فلسطين كشف عن حجر غشيم منصوب احتوت ردميات قاعدته على بقايا أضحيات قدمت في أثناء نصب الحجر

## العهد القديم

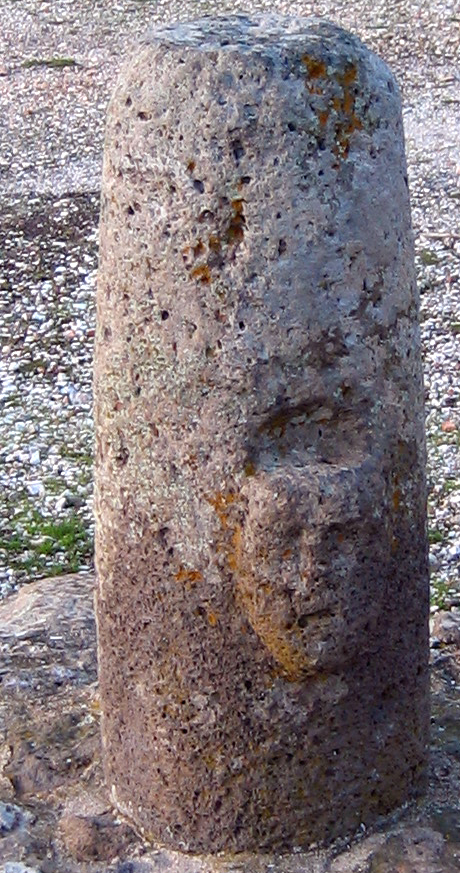
بيتايل من غولغو

تلقى موسى أمر يهوه بتدمير الحجارة المقدسة في كنعان، وقد لازم تعظيم مِنير تقديس الحجارة حتى العصور التاريخية. تسمى الحجارة المنصوبة في العهد القديم מַצֵּבָ֑ה مصبا، وعلى عكس تحديد الكنعانين الألوهة فيها، فهما الإسرائيليين على أنها علامة للحضور الإلهي أوأثر لحدث مميز وحور معناها لتصير حجر شاهدة. ووربما كانت الجلجال في العهد القديم (לְגָּ֔ל) وهو دائرة من 12 حجرًا عبارة عن منشأة دوائر الحجر من الفترة الفلستية، لكنها ترد كرمز للأسباط الاسرائيلة الإثني عشر والتي من المفترض أن يشوع نصبها كذكرى لعبور الأردن. في قصة سلم يعقوب يرد أن يعقوب نام عند حجر وعلم أن «الرّبُّ في هذا المَوضِعِ». و«أخذَ الحجرَ الذي وضَعَهُ تحتَ رأسِهِ ونصبَه عَمودًا، وصَبَ علَيه زيتًا لِيكرِّسَهُ للرّبّ»، وسمَّى ذلِكَ المَوضِعَ بَيتَ إيلَ، أي ييت الله

على الرغم من ما يرد في العهد القديم من مناهضة الانبياء فيه لتعظيم الحجار بقيت الشواهد القائمة وسلاسل ودوائر ومربعات الحجارة المستطيلة المنصوبة محافظ عليها بشكل لافت في مناطق المدافن المغليثية في في جنوب بلاد الشام.

## العصر القديم
أجلّت شعوب مختلفة في منطقة حوض البحر الأبيض المتوسط الحجارة في العصر القديم، فهناك دلائل على إجلال الحجارة في الديانة الكنعانية في إطار عبادات بعل. في اليونانية سميت هذه الحجارة بايتيالي أو بيتيالوي وفي اللاتينية بايتولي، وأصل التسمية اليونانية مستمد من كلمة بيت إيل الآرامية.

أول ما ترد كلمة بيتيل في القرن الأول الميلادي عند بلينيوس الأكبر، الذي ينقل في كتابه التاريخ الطبيعي خبرًا عن حجارة سود مدورة تُعدّ مقدسة وترتجى شفاعتها السحرية عند محاصرة المدن وفي حروب البحر واسمها بايتولي، كذلك استخدم فيلون الجبيلي الذي كتب باليونانية هذا المصطلح، وهو يسند أقواله إلى متفقه (على الأرجح مُختلق) اسمه سنكنيتن /سنخونياتون عاش قبلالحرب الطروادية، فحسب عرض فيلون خلق أورانوس (ميثولوجيا) حجارة بأروح (بايتيليا) واستخدمها في حربه على ابنه كرونوس ، وكممثل للتفسير الديني الذي وضعه يوهيميروس والذي يرى فيه الآلهة على أنهم فانون ألههم البشر، يقول فيلون أن أورانوس وكرونوس هما فانيان في الأصل جُعلا إلهين لاحقًا، والحجارة ذوات الأروح في رواية فيليون كانت تتحرك من ذاتها لتصيب العدو كرونوس

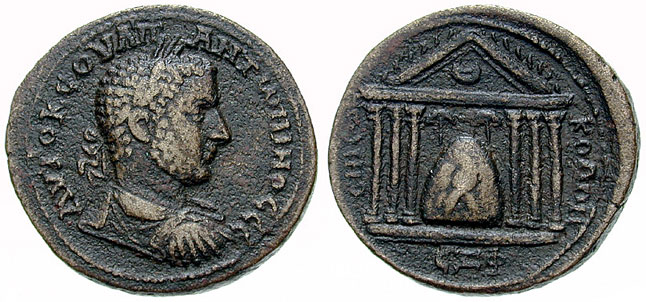
معبد إيل جبل بحمص وفيه الحجر المقدس. مصكوكة من القرن الثالث الميلادي

تثبت العديد من مصكوكات العصر الرومي القيصري النقدية شعبية بيوتإيل المصورة عليها في فينيقيا، حيث صكت في صيدا وجبيل وصور

كانت بعض الأنصاب حجر نيزكي، وهي إما جعلت وقفًا للآلهة، أو كانت هي نفسها مؤلهة، إذ كان مصدرها السماوي معلومًا. وبين الآلهة الإغريقية كان أبولو الأكثر قربًا لتقديس الحجارة، وكذلك اسم الإله هرمس (باليونانية: من صخر، حجر) يشير إلى علاقة بتقديس الحجرة

تقديس الحجارة مثبت كذلك في الحضارة المينوية في كريت حيث الحجارة المقدسة عُدّة إما منازل الآلهة أو لأرواح الموتى، وكذلك الحيثيون كان عندهم حجارة مقدسة وضعوها في المعابد والأحرام وأريق عليها، ففي زنجرلي في تركيا حاليًا كشف عام 2008م شاهدة نصب للموظف الملكي كوتاموا والتي تعود للقرن 8 ق.م يرد فيها «لروحي التي تسكن في هذا النصب»

## وثن
هناك تمييز في العربية بين مصطلح وثن ومصطلح صنم، وكلامها محل تقديس وإجلال، فالوثن حجر غير منحوت على صورة إنسان أو حيوان. إذ ينقل عن الفهري«أن الصنم ما كان له صورة جعلت تمثالا. والوثن ما لا صورة له» 

## أشهر الحجارة المقدسة
الحجر الأسود في الكعبة في مكة، الذي قدس قبل الإسلام. والحجر الأسود المخروطي الشكل في كوكليا في قبرص، الذي ذكر المؤرخ تاسيتس أنه كان مقدساً في معبد أفروديت في قبرص.